# Pilocrocis pargialis
Pilocrocis pargialis là một loài bướm đêm trong họ Crambidae.